# Sándor István (evezős)
Sándor István, született Stadler (Budapest, 1921. június 8. – Toronto, Kanada, 2018. január 5.) magyar evezős.

## Pályafutása
1939-ben a Zrínyi Miklós Reálgimnáziumban érettségizett. 1937-38-ban a Hungária EE, 1938–1943 a BSzKRt SE, 1943–1954 az FTC / Bp. Kinizsi evezőse volt. Edzői Török Zoltán és Machán Tibor voltak. 1941 és 1953 között 14 magyar bajnoki címet szerzett. 1942 és 1945 között katona volt a második világháború alatt. 1941 és 1952 között a válogatott keret tagja volt. Az 1947-es luzerni Európa-bajnokságon kormányos nélküli négyevezősben helyezetlenül végzett. Ugyanebben a versenyszámban az 1949-es főiskolai világbajnokságon, Budapesten aranyérmes lett. Az 1952-es helsinki olimpián nyolcevezősben helyezetlen végzett.
1949 és 1959 között a Bp. Kinizsi / FTC evezős szakosztályának a vezetője volt. 1959 és 1969 között a Tehertaxi Vállalat gépkocsivezetőjeként dolgozott. 1969-ben az Egyesült Államokba távozott és New Yorkban telepedett le. Itt taxisofőr volt 1981-ig. Majd Kanadába költözött, ahol 76 éves koráig dolgozott.

## Sikerei, díjai
- Magyar bajnok (14)
  - kormányos nélküli kétevezős (4): 1941, 1944, 1946, 1948
  - kormányos kétevezős: 1941
  - egypárevezős: 1942
  - kétpárevezős (3): 1942, 1944, 1946
  - kormányos nélküli négypárevezős (2): 1948, 1953
  - nyolcevezős (2): 1953, 1954
  - kormányos négyevezős: 1953
- Főiskolai világbajnokság
  - aranyérmes: 1949, Budapest (kormányos nélküli négyevezős)